# Escharoides cuneiformis
Escharoides cuneiformis är en mossdjursart som beskrevs av Ratna Guha och Gopikrishna 2007. Escharoides cuneiformis ingår i släktet Escharoides och familjen Exochellidae. Inga underarter finns listade i Catalogue of Life.